# مؤشر رئوي متكامل
المؤشر الرئوي المتكامل (IPI) هو المؤشر الرئوي للمريض الذي يستخدم معلومات من جهاز فحص ثاني أكسيد الكربون وجهاز قياس التأكسد للتزويدد بقيمة توصف حالة التنفس لدى المريض.
يُستخدم هذا المؤشر من قبل الأطباء للتقييم السريع لحالة التنفس لدى المريض لتحديد الإجراءات اللازمة أو الفحوصات الأخرى التي يجب تطبيقها.
يعتبر هذا المؤشر دليل للمريض يزوّده بتأشير بسيط في الوقت الحالي لوضع التنفس الشامل، كعدد صحيح 1-10.يدمج هذا المؤشر بين أربع مقاييس فسيولوجية تزوّد من خلال جهاز مراقبة المريض، تستخدم هذه المعلومات مع معادلات حسابية لإيجاد نتيجة المؤشر. هذه النتيجة لم تعدّ بدلاً عن علامات التنفس الحالية للمريض، إنما لتزويد نتيجة إضافية متكاملة أو مؤشره لحالة التنفس للمريض لدى مقدمين الرعاية.

## الآلية
يدمج المر أربع معالم للمريض (معدل التنفس وتبادل ثاني أكسيد الكربون اللذان يقاسان بواسطة جهاز فحص ثاني أكسيد الكربون، أيضا معدل النبض وتأكسد الدم اللذان يقاسان بجهاز مقياس التأكسد )
في علامة مؤشرة واحدة. قيمة المؤشر في جهاز مراقب المريض تدل على حالة التنفس، التي تعتبر عند رقم 10 طبيعية، وتدل أيضا على الحالة الرئوية المثلى، أما عند ظهور قيمة 1-2 فيجب القيام بإجراءات مستعجلة.
نظام المعادلات الحسابية للمؤشر الرئوي تم اختراعه بناءاً على المعلومات من مجموعة من الأطباء الخبراء (أطباء التخدير،الممرضين، معالجين التنفّس، والفسيولوجيين)الذين قيموا حالات بمختلف قيم المؤشرات وقاموا بحساب المؤشر لمريض معروفه حالته مسبقاً.
أسست المعادلات باستخدام القيم الطبيعية لهذه المؤشرات لدى المريض وتصنيف مختلف الارتبطات في المؤشرات بواسطة هؤلاء المهنيين.
المنطق الغامض (fuzzy logic) ،طريقة رياضية تشابه التفكير المنطقي للأشخاص، استخدمت لتطوير نموذج المؤشر الرئوي.
أشارت الدراسات السريرية إلى أن قيمة المؤشر الناتجة من الحسابات تعكس بدقة وضع التنفس للمريض. في الدراسات على المرضى البالغين والأطفال، حيث ارتبطت تقديرات الخبير لحالة التنفس ببيانات المؤشر الرئوي المتكامل، أثبتت نتيجة المؤشر على الترابط مع التصنيفات من قبل الخبراء.
أستنتجت الدراسات أيضاً أن القيمة العددية الوحيدة للمؤشر بالتزامن مع اتجاهه يمكن أن تكون مجدية لتحسين الوعي المبكر لتغيير وضع التنفس للمريض وفي تبسيط المراقبة للمرضى في البيئة العملية النشطة.

## كيف يساعد الأطباء
يدل المؤشر على الوضع الحالي للمريض ويتغير في كل ثانية، قيمته متاحة دائماً لمقدمي الرعاية. اتجاه رسمة المؤشر تعرض أيضاً نتائج المؤشر في الساعات السابقة أو أي فترة أخرى، ما إذا كان المؤشر ثابت أو ارتف أو انخفض، وهذل يدل على التغير على الوضع التنفسي في كل وقت. يتحسن المؤشر بعد القيام بالتحفيزات.
بالإمكان من خلال المؤشر تعزيز الوعي المبكر لتحسين الوضع التنفسي للمريض.بإمكان مقدمي الرعاية عرض اتجاه المؤشر الذي يعبر عن تغيره عبر الوقت. المشاهدة السريعة لاتجاه المؤشر يحدظ ما إذا كان المؤشر تغير خلال الدقائق أو الساعات الماضية لمساعدة الأطباء للتأكد من ما إذا كان وضع التنفس الشامل للمريض يتدهور أو يتحسن أو يبقى ثابتاً.هذه المعلومات يمكنها المساعدة في تحديد الخطوة القادمة في الرعاية للمريض. لذا يستطيع المؤشر تبسيط مراقبة المريض في الاوضاع العملية. بإمكان مقدمي الرعاية تقييم الحالة التنفسية للمريض بسرعة وبسهولة بإتباع رقم واحد،  قبل النظر والتأكد من المقاييس التي أدت لتكوين الرقم. تبقى هذه المقاييس معروضة على شاشة جهاز المراقب، التغير الطارئ على المؤشر «مؤشر علم أحمر» يدل على وجوب تدخل الأطباء في معرفة السبب.
في البيئة العملية، يدل قيمة المؤشر واتجاهه على حالة التنفس والذي يمكن من خلاله تحديد ما إذا كان التقييم الإضافي مضمون النتيجة.
يستطيع المؤشر زيادة أمان المريض، من خلال الإشارة إلى وجود تطور بطيء قي القضايا التنفسية التي لا يتم التعرف عليها بسهولة من خلال المعلومات الفورية لمقدمي الرعاية، ويمكن من اتخاذ القرارات في الوقت المناسب والقيام بالإجراءات المناسبة للتقليل من المخاطر وتحسين النتائج وزيادة أمان المريض.
بما أن القيم الطبيعية للثوابت الفسيولوجية تختلف باختلاف الاعمار والتصنيف العمري، فإن المعادلات الرياضية للمؤشر تختلف بهذا الاختلاف (ثلاث مجموعات أطفال وبالغين )
ليس متاح لحديثي الولادة والأطفال دون السادسة.